# تیفنبرون
تیفنبرون (به آلمانی: Tiefenbronn) یک شهر در آلمان است که در انتسکرایس واقع شده‌است. تیفنبرون ۵٬۴۳۵ نفر جمعیت دارد.